# Los jardines del presidente
Los jardines del presidente es una novela del escritor iraquí Muhsin Al-Ramli, su primera edición en árabe (Hdaa'k alra'is ) fue en Abu Dabi en 2012 por la editorial Thaqafa y en Beirut por la Editorial Arab Scientific Publishers, (coedición). 

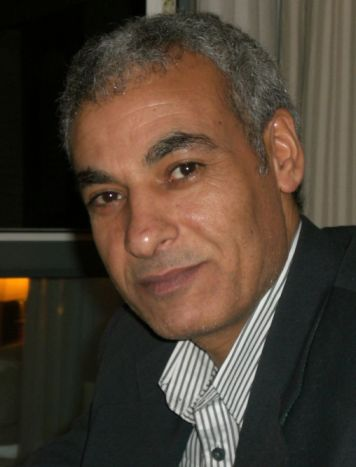
Muhsin Al-Ramli محسن الرملي

Es una narración intrahistórica llena de acontecimientos, fechas, temas y personajes de los cuales sobresalen Abdullah Kafka, Tarek el asombrado e Ibrahim Suerte. Los tres nacieron en meses consecutivos, y se convirtieron en inseparables amigos desde sus primerísimos pasos.
La novela relata sus vidas y, a través de ellas, gran parte de la historia de Irak en el último medio siglo y el impacto de sus peripecias en la vida de la gente sencilla: las batallas, el embargo, la dictadura, las fosas comunes, el caos de una ocupación en la que la culpa de la muerte sangrienta de Ibrahim, símbolo del derrame de la sangre iraquí, se dispersa entre los secuaces del régimen anterior y los seguidores del régimen sucesor. 
Se trata de una novela que permite al lector la comprensión de la complejidad de la historia iraquí y sus sucesivos dramas a través de una interesante narración dividida en 28 capítulos de cuyos títulos destacamos: ‘Hijos de la grieta de la tierra’, ‘Viaje con un solo pie’, ‘Kafka vuelve de su cautiverio’, ‘La espina del mar’, ‘El secreto de un escándalo no revelado’, ‘Infancia en una caja militar’, ‘El presidente asesina al músico’, ‘Cadáveres y cuadernos’, ‘La boda de Nesma’, ‘Los devoradores de rosas’, ‘Encuentros entre vivos y muertos’ y ‘Un matrimonio repetido’.